# Can Candeler (Sant Just Desvern)
Can Candeler és un edifici del municipi de Sant Just Desvern (Baix Llobregat) que forma part de l'Inventari del Patrimoni Arquitectònic de Catalunya.

## Descripció
És un conjunt que ha sofert nombroses reformes i addicions a una masia original amb coberta a dues aigües, vessants als laterals i que posseeix el portal d'accés dovellat de punt rodó. A la masoveria, ortogonal a la façana principal del mas, s'hi troba una finestra gòtica geminada per un esvelt pilar on reposen dos arcs lobulats. El conjunt d'edificacions encercla el típic corral.

## Història
Inicialment fou anomenada Torre Camosa o Torre de Mossèn Camós. Més tard es digué Can Candeler pel fet de posseir-la un tal Gelabert, "candeler de Barcelona". Can Candeler és possiblement del segle xv, ja que hi ha referències de l'any 1435.